# Wydział Elektroniki i Informatyki Politechniki Koszalińskiej
Wydział Elektroniki i Informatyki Politechniki Koszalińskiej – jeden z sześciu wydziałów Politechniki Koszalińskiej. 

## Historia
Wydział Elektroniki powstał z przekształcenia Instytutu Elektroniki zarządzeniem Ministra Edukacji Narodowej Jerzego Wiatra z dnia 23 czerwca 1997 r., w sprawie zmian organizacyjnych w Politechnice Koszalińskiej.

## Kierunki kształcenia
Dostępne kierunki:
- Elektronika i Telekomunikacja (studia I i II stopnia)
- Informatyka (studia I i II stopnia)

## Poczet dziekanów
1. prof. dr hab. inż. Andrzej Guziński (1997–2001)
2. dr hab. inż. Henryk Budzisz, prof. PK (2001–2008)
3. dr hab. Mirosław Maliński, prof. PK (2008–2016)
4. dr hab. inż. Grzegorz Bocewicz, prof. PK (2016–2020)
5. prof. dr hab. inż. Krzysztof Rokosz (od 2020)

## Władze Wydziału
W kadencji 2020–2024:
| Stanowisko                 | Imię i nazwisko                     |
| -------------------------- | ----------------------------------- |
| Dziekan                    | prof. dr hab. inż. Krzysztof Rokosz |
| Prodziekan ds. kształcenia | dr inż. Bogdan Strzeszewski         |
| Prodziekan ds. studenckich | dr inż. Katarzyna Jagodzińska       |

## Struktura organizacyjna
| Katedra                                                   | Kierownik                                |
| --------------------------------------------------------- | ---------------------------------------- |
| Katedra Inżynierii Komputerowej                           | dr inż. Aneta Hapka                      |
| Katedra Elektroniki                                       | prof. dr hab. Mirosław Maliński          |
| Katedra Systemów Cyfrowego Przetwarzania Sygnałów         | prof. dr hab. inż. Krzysztof Wawryn      |
| Katedra Systemów Multimedialnych i Sztucznej Inteligencji | prof. dr hab. inż. Zbigniew Suszyński    |
| Katedra Podstaw Informatyki i Zarządzania                 | dr hab. inż. Grzegorz Bocewicz, prof. PK |